# Alf Skinner
Alfred Skinner, född 26 januari 1896 i Toronto, död 23 april 1961, var en kanadensisk professionell ishockeyspelare.

## Karriär
Alf Skinner inledde sin proffskarriär med Toronto Shamrocks i National Hockey Association säsongen 1914–15. Därefter spelade han ytterligare två säsonger i NHA med Toronto Blueshirts och Montreal Wanderers. Skinners genombrott kom säsongen 1917–18 då han gjorde 13 mål och 18 poäng på 20 matcher för Toronto Arenas i den nystartade ligan National Hockey League. Toronto Arenas vann sedan Stanley Cup samma säsong efter att ha besegrat Vancouver Millionaires från Pacific Coast Hockey Association i finalserien med 3-2 i matcher. Skinner ledde Arenas med sina åtta mål i finalserien, detta trots att han var lagets lägst betalda spelare. Efter ytterligare en säsong med Arenas i NHL säsongen 1918–19 flyttade Skinner till den kanadensiska västkusten för att spela med Vancouver Millionaires i PCHA.
Skinner spelade fem säsonger för Vancouver Millionaires i PCHA. Bästa säsongen poängmässigt kom 1920–21 då han gjorde 20 mål och 24 poäng på 24 spelade matcher. I Stanley Cup-finalen 1921 förlorade Millionaires mot Ottawa Senators med 3-2 i matcher. Skinner gav Millionaires ledningen med 1-0 i den femte och avgörande matchen men Senators vände och vann med 2-1 efter två mål av Jack Darragh. 1922 var Skinner och Millionaires tillbaka i Stanley Cup-final men laget förlorade åter igen med 3-2 i matcher, denna gången mot Toronto St. Patricks. 1923 och 1924 spelade laget om Stanley Cup under sitt nya namn Vancouver Maroons men förlorade mot Ottawa Senators respektive Montreal Canadiens.
Säsongen 1924–25 delade Skinner speltiden mellan Boston Bruins och Montreal Maroons i NHL men mäktade endast med ett mål och en framspelning på sammanlagt 27 matcher för de båda klubbarna. Därefter avslutade han sin NHL-karriär med att spela sju matcher för Pittsburgh Pirates säsongen 1925–26. 

## Statistik
| 1913–14            | Toronto Rowing Club       | OHA-Sr.            | 6   | 4  | 0  | 4  | 0   | —  | —  | — | —  | —  |
| 1914–15            | Toronto Shamrocks         | NHA                | 16  | 5  | 2  | 7  | 68  | —  | —  | — | —  | —  |
| 1915–16            | Toronto Blueshirts        | NHA                | 23  | 7  | 4  | 11 | 66  | —  | —  | — | —  | —  |
| 1916–17            | Toronto Blueshirts        | NHA                | 14  | 6  | 7  | 13 | 52  | —  | —  | — | —  | —  |
|                    | Montreal Wanderers        | NHA                | 6   | 5  | 0  | 5  | 23  | —  | —  | — | —  | —  |
| 1917–18            | Toronto Arenas            | NHL                | 20  | 13 | 5  | 18 | 28  | 2  | 0  | 1 | 1  | 9  |
|                    |                           | Stanley Cup        | —   | —  | —  | —  | —   | 5  | 8  | 2 | 10 | 18 |
| 1918–19            | Toronto Arenas            | NHL                | 17  | 12 | 4  | 16 | 26  | —  | —  | — | —  | —  |
| 1919–20            | Vancouver Millionaires    | PCHA               | 22  | 15 | 2  | 17 | 28  | 2  | 1  | 0 | 1  | 0  |
| 1920–21            | Vancouver Millionaires    | PCHA               | 24  | 20 | 4  | 24 | 22  | 2  | 3  | 1 | 4  | 6  |
|                    |                           | Stanley Cup        | —   | —  | —  | —  | —   | 3  | 4  | 0 | 4  | 14 |
| 1921–22            | Vancouver Millionaires    | PCHA               | 24  | 11 | 2  | 13 | 21  | 2  | 0  | 0 | 0  | 6  |
|                    |                           | West-P             | —   | —  | —  | —  | —   | 2  | 1  | 0 | 1  | 0  |
|                    |                           | Stanley Cup        | —   | —  | —  | —  | —   | 5  | 0  | 1 | 1  | 12 |
| 1922–23            | Vancouver Maroons         | PCHA               | 23  | 13 | 2  | 15 | 28  | 2  | 0  | 0 | 0  | 2  |
|                    |                           | Stanley Cup        | —   | —  | —  | —  | —   | 3  | 1  | 1 | 2  | 6  |
| 1923–24            | Vancouver Maroons         | PCHA               | 29  | 5  | 2  | 7  | 38  | 2  | 0  | 0 | 0  | 2  |
|                    |                           | West-P             | —   | —  | —  | —  | —   | 3  | 0  | 0 | 0  | 0  |
|                    |                           | Stanley Cup        | —   | —  | —  | —  | —   | 2  | 0  | 0 | 0  | 0  |
| 1924–25            | Boston Bruins             | NHL                | 18  | 0  | 0  | 0  | 25  | —  | —  | — | —  | —  |
|                    | Montreal Maroons          | NHL                | 9   | 1  | 1  | 2  | 6   | —  | —  | — | —  | —  |
| 1925–26            | Pittsburgh Pirates        | NHL                | 7   | 0  | 0  | 0  | 2   | —  | —  | — | —  | —  |
| 1926–27            | Duluth Hornets            | AHA                | 23  | 2  | 3  | 5  | 40  | —  | —  | — | —  | —  |
| 1927–28            | Kitchener Millionaires    | Can-Pro            | 18  | 4  | 0  | 4  | 42  | —  | —  | — | —  | —  |
| 1928–29            | Kitchener Flying Dutchmen | Can-Pro            | 39  | 14 | 5  | 19 | 63  | 3  | 0  | 0 | 0  | 10 |
| NHA totalt         | NHA totalt                | NHA totalt         | 59  | 23 | 13 | 36 | 209 | —  | —  | — | —  | —  |
| NHL totalt         | NHL totalt                | NHL totalt         | 71  | 26 | 10 | 36 | 87  | 2  | 0  | 1 | 1  | 9  |
| PCHA totalt        | PCHA totalt               | PCHA totalt        | 122 | 64 | 12 | 76 | 137 | 10 | 4  | 2 | 5  | 16 |
| Can-Pro totalt     | Can-Pro totalt            | Can-Pro totalt     | 57  | 18 | 5  | 23 | 105 | 3  | 0  | 0 | 0  | 10 |
| Stanley Cup totalt | Stanley Cup totalt        | Stanley Cup totalt | —   | —  | —  | —  | —   | 18 | 13 | 4 | 17 | 50 |
| West-P totalt      | West-P totalt             | West-P totalt      | —   | —  | —  | —  | —   | 5  | 1  | 0 | 1  | 0  |